# Fabricius (aplicación)
Fabricius es una aplicación, banco de fotografía y datos, lanzada el día 15 de julio de 2020. Apoyada en la inteligencia artificial, su funcionalidad es descifrar lenguas antiguas, especialmente los jeroglíficos del Antiguo Egipto. desarrollada por Google Arts & Culture, la Universidad Macquarie, Ubisoft y psycle.

## Historia
En septiembre de 2017, ubisoft terminó el desarrollo de The Hieroglyphics Initiative, un proyecto que se lanzó en Museo Británico, coincidiendo intencionalmente con la salida a la venta de Assassin's creeds: Origins. Trabajando en conjunto con Google y Psycle interactive, en un proyecto de aprendizaje automático para mejorar el proceso de recopilación, catalogación y comprensión del lenguaje escrito de los antiguos egipcios.
Inspirados en la piedra rosetta, los académicos de todo el mundo trabajaron para ayudar a los desarrolladores, en la manera de traducir el idioma, manera que se divide en tres partes:
1. Extracción: tomar secuencias de comandos jeroglíficos y secuencias de imágenes, y crea facsímiles viables.
2. Clasificación: entrenamiento de una red neuronal para identificar correctamente más de 1000 jeroglíficos.
3. Traducción: coincidencias de secuencias y bloques de texto con diccionarios disponibles y traducciones publicadas.

La app también tiene planeado ampliar sus opciones de idiomas, actualmente solo se pueden traducir jeroglíficos.

## Funcionalidad
Hasta la actualidad solo tiene interfaz en inglés y árabe. En la app existen tres modos de uso:
Aprender: Diseñado para facilitar el aprendizaje, donde harás varias tareas, como: crear facsímiles, reconstruir textos, entender la dirección de la lectura, o traducir el cartucho de Tutankamón.
Jugar: Diseñado para traducir palabras o frases del inglés o árabe al jeroglífico.
Trabaja: Diseñado para traducir jeroglíficos. Disponible solo para computadores, puedes traducir textos en jeroglíficos en una imagen.